# Бирукова, Евгения Николаевна
Евгения Николаевна Бирукова (21 июля 1899, Смоленск — 1987) — русская советская писательница и переводчик.

## Биография
Родилась 21 июля 1899 года в семье потомственного дворянина. Отец – Николай Николаевич Бируков (1869–1918), юрист, учёный библиограф Румянцевской библиотеки — 6 октября 1895 года женился на дочери действительного статского советника Всеволода Фёдоровича Миллер, Антонине (?—1944). Имела братьев Георгия (17.03.1897—?) и Игоря (1913—1998).
В 1917 году с золотой медалью окончила московскую  классическую гимназию Н. П. Хвостовой, в 1926 году литературно-художественное отделение ФОН МГУ.
С 1942 года — член Союза писателей СССР.
В 1949 году была арестована по делу о розенкрейцерах. По словам её брата И. Н. Бирукова, она была осуждена «за неосторожный разговор о том, что Церковь в нашей стране угнетена». Полученный пятилетний срок лагерей отбывала в Ишимбае (Башкортостан); в 1953 году была амнистирована, в 1956 году реабилитирована и восстановлена в Союзе писателей СССР.
Скончалась 28 декабря 1987 года.

## Творчество
Первое произведение — сказку «Мика, Мака и Микуха» — опубликовала ещё будучи студенткой МГУ, в 1924 году (М.: Издание Г. Ф. Мириманова, 1923. — 15 с.; 2-е изд. — 1927). Стала заниматься переводами, один из первых — с английского роман Ф. Ридлея «Зеленая машина» (Харьков: Пролетарий, 1928).
Переводила с английского, французского, румынского, бенгальского языков. Наиболее известны её переводы пьес Уильяма Шекспира, Кристофера Марло, романов Томаса Нэша, Вальтера Скотта, Александра Дюма, Мопассана, Майн Рида, Жюля Верна, Герберта Уэллса, стихотворений Рабиндраната Тагора, Тудора Аргези.
Написала сказки «Мика, Мака и Микуха», «Молнейка», мемуарную повесть «Душа комнаты».
В последние годы жизни совместно с братом И. Н. Бируковым перевела Псалтирь с церковно-славянского языка на современный русский.

## Семья
Первый её муж – художник Андрей Дмитриевич Галядкин (1906—1975), друг Даниила Андреева. Монахиня Георгия вспоминала:

Брак Андрея Дмитриевича и Евгении Николаевны был непростым. Она дворянка, её отчим – последний градоначальник Москвы. С ней жили няня и мать, которая очень кичилась своим дворянством и ничего не умела делать, так же как и сама Евгения Николаевна. Всем в доме правила няня. Их брак чуть не развалился, но папа, удалив старуху-мать и Варвару Николаевну (подругу матери артистки МХАТа Аллы Тарасовой), наладил их семейные отношения. У них родился сын Коля...